# جوزيف ناشف
جوزيف ناشف ممثل وكاتب مسرحي ومترجم سوري ولد في حلب 1945 وله العديد من المسرحيات المترجمة والمقالات الفنية عن المسرح والتلفزيون في الموقف الأدبي والآداب العالمية والأسبوع الأدبي.

## العضوية وأعماله
تقلد جوزيف ناشف العديد من المناصب وهو عضو في عدد من المؤسسات الفنية والثقافية منها 
- عمل في منصب مدير مسرح حلب القومي من 1982 -2003
- عضوا مجلس إدارة نقابة الفنانين بين عامي 1984إلى 1990
- انتخب عام 2010 أمين سر اتحاد الكتاب العرب
- عضو في نقابة الفنانين السوريين منذ العام 1970 ممثلاً ومخرجاً
- عضو في اتحاد الكتاب العرب- جمعية المسرح منذ العام

## كتبه ومنشوراته
نشرت له وزارة الثقافة السورية العديد من المسرحيات المترجمة عن التركية مثل: 
قبل أنيذوب الجليد- 
البقرة- الرحيل- 
مصنع الأقدام والسيقان
من هو الميت
أغنية تكتب نفسها
نشرت وزارة الإعلام الكويتية ضمن المطبوعة الشهرية سلسلة المسرح العالمي بعض المسرحيات منها: 
وحش طوروس- افعل شيئا يا مت- المرأة- اليقظ دائماً

## أعماله الفنية
- نابليون والمحروسة (مسلسل) 2012 ضيف شرف
- أهل الراية 2 (مسلسل) 2010
- صراع على الرمال (مسلسل) 2008
- باب المقام (مسلسل) 2008
- أولاد القيمرية (مسلسل) 2008
- رجل الانقلابات (مسلسل) 2007
- أسد الجزيرة (مسلسل) 2006
- وزير الخارجيه (مسلسل) (لم يعرض بعد)
- هولاكو (مسلسل) 2002 ضيف المسلسل
- ليل المسافرين (مسلسل) 2000
- إخوة التراب 2 (مسلسل) 1998
- الطويبي (مسلسل) 1998
- العرس الحلبي وحكايات من سفر برلك مسلسل 1997
- مدير بالصدفة مسلسل 1996 ومخرج المسلسل أيضا
- إخوة التراب (مسلسل) 1996
- عيلة 8 نجوم (مسلسل) 1998ن
- أيام الولدنة (مسلسل)
- عيلة 7 نجوم ( مسلسل) 1997

2006 ضيف شرف